# Revoluties in 1848 in de Habsburgse gebieden
Vanaf maart 1848 tot juli 1849 werd het Habsburgse Keizerrijk Oostenrijk bedreigd door revolutionaire bewegingen. Veel van de revolutionaire activiteiten hadden een nationalistisch karakter: Het keizerrijk, bestuurd vanuit Wenen, telde Oostenrijkse Duitsers, Hongaren, Slovenen, Polen, Tsjechen, Slowaken, Rutheniërs (Oekraïners), Roemenen, Kroaten, Italianen en Serviërs, die allen probeerden met behulp van de revolutie autonomie, onafhankelijkheid, of zelfs hegemonie te bereiken over de andere nationaliteiten. Het nationalistisch plaatje werd nog ingewikkelder door gelijktijdige gebeurtenissen in de Duitse staten, die zorgden voor een grotere Duitse nationale eenheid. Behalve deze nationalistische, liberale en socialistische stromingen was er ook het in het keizerrijk lang standhoudende conservatisme. Uiteindelijk mislukten de revoluties, grotendeels omdat de verschillende partijen verschillende doelen hadden.

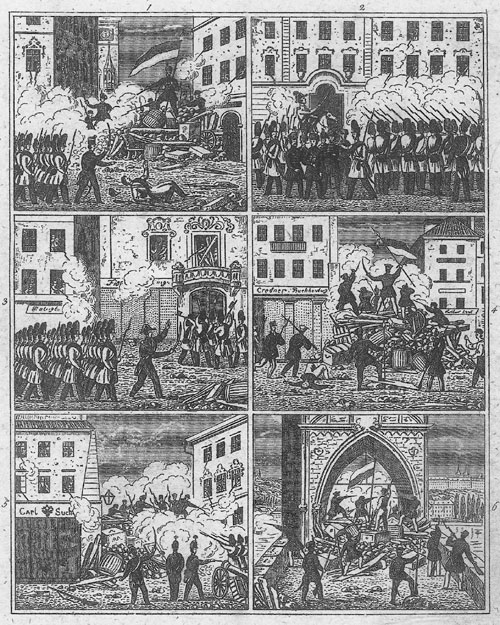
Barricades in Praag

## Achtergrond
De gebeurtenissen in 1848 waren de uitkomst van stijgende sociale en politieke spanningen na het Congres van Wenen in 1815. Gedurende de "pre-maart" periode, stapte het al reeds conservatieve Keizerrijk Oostenrijk nog verder weg van de ideeën van de Verlichting. De keizerlijke regering beperkte de vrijheid van de pers en de universiteit nog verder.

### Sociaal en politiek conflict
Conflicten tussen schuldenaren en schuldeisers over agriculturele productie en over landeigendommen in Hongarije (en ook in Frankrijk) leidde tot conflicten die soms gepaard ging met geweld. Conflicten over georganiseerde religie waren alomtegenwoordig in de "pre-1848 periode" in Europa. De spanning kwam zowel van binnen het katholicisme als tussen verschillende andere geloven. Deze conflicten waren vaak gemixt met conflicten met de staat. Belangrijk voor de revoluties waren de conflicten met de staat die over gewapende troepen en belastingen gingen. Terwijl 1848 naderde, verbrijzelde het Keizerrijk de revoluties om het reeds langdurende Concert van Europa van de conservatieve minister Klemens von Metternich dat bijna failliet was en constant soldaten nodig had, te behouden. Ontwerpcommissies leden tot gevechten tussen burgers en soldaten. Dit alles hitste de boeren nog verder op, die kwaad waren over hun resterende feodale herendiensten.
Ondanks het gebrek van vrijheid van de pers en verenigingen, was er een bloeiende liberale Duitse cultuur onder studenten van Jozefijnenscholen of van Duitse universiteiten. Ze publiceerden pamfletten en kranten waarin ze discussieerden over educatie en taal, een nood naar basische liberale hervormingen werd hierdoor verondersteld. Deze liberalen uit de middenklasse begrepen grotendeels dat dwangarbeid niet efficiënt is en dat het Keizerrijk naar een loonarbeidsysteem moest overstappen. De vraag was hoe ze deze hervormingen konden doorvoeren.
Opmerkelijke liberale clubs van die tijd in Wenen waren onder andere de Legaal-Politische Leesclub (opgericht 1842) en de Concordia Vereniging (1840). Zij maakten, net als de Neder-Oostenrijkse Vereniging van Producenten (1840) deel uit van een cultuur die Metternichs bestuur over onder andere de stads koffiehuizen en cafés bekritiseerde. Tot in 1848 werden hun vragen niet eens uitgebreid tot constitutionalisme of vrijheid van vergadering, laat staan republicanisme. Ze hadden alleen maar gepleit voor minder censuur, vrijheid van godsdienst, economische vrijheden en een meer competente overheid. Ze waren ronduit gekant tegen de volkssoevereiniteit en het algemeen stemrecht. Aan hun linkerkant was een geradicaliseerde, verarmde intelligentsia. Educationele mogelijkheden lagen in Oostenrijk in de jaren 40 van de 19e eeuw ver onder de kansen om werk te vinden voor de geschoolden.

### Directe reden voor de uitbraak van geweld
In 1846 was er een opkomst van Poolse edelmannen in Oostenrijks Galicië, wat alleen werd bestreden wanneer boeren de wapens opnamen tegen de edelmannen. De economische crisis van 1845–1847 werd gekenmerkt door een recessie en voedseltekorten door het hele continent. Aan het einde van februari 1848 braken demonstraties uit in Parijs. Louis-Philippe van Frankrijk deed afstand van de troon, wat de aanleiding gaf voor soortgelijke opstanden over het hele continent.

## Revoluties

### Oostenrijk
Nadat het nieuws over de overwinning in Parijs zich verspreidde, begonnen er zich opstanden voor te doen over heel Europa, Wenen incluis, waar de landdag van Neder-Oostenrijk in maart het ontslag van Prins Metternich, de conservatieve staatskanselier en minister van Buitenlandse Zaken, vroeg. Zonder strijdkrachten om voor zijn verdediging te strijden en zonder Ferdinand I van Oostenrijk die pleitte voor het tegengestelde, nam hij ontslag op 13 maart. Metternich vluchtte naar Londen, en Ferdinand koos nieuwe, vooral liberale, ministers. In november had het Keizerrijk Oostenrijk al vele liberale regeringen gezien die alle een kort leven leidden, hierbij waren er vijf opeenvolgende ministers-presidenten, namelijk: Graaf Kolowrat (17 maart-4 april), Graaf Ficquelmont (4 april-3 mei), Baron Pillersdorf (3 mei-8 juli), Baron Doblhoff-Dier (8 juli-18 juli), Baron Wessenberg (19 juli-20 november).
De gevestigde orde stortte snel in als gevolg van de zwakte van de Oostenrijkse legers. Veldmaarschalk Josef Radetzky was niet in staat zijn legers vechtende te houden tegen Milanese opstandelingen in Noord-Italië, en moest in de plaats daarvan zijn troepen evacueren.
Sociale en politieke conflicten en ook inter- en intraconfessionele vijandelijkheid verdween tijdelijk terwijl een groot deel van het continent zich verheugde in de liberale overwinningen. Massa politieke organisaties en publieksparticipatie werd grootschalig.
De liberale ministers waren niet in staat op centrale autoriteit te vestigen. Voorlopige regeringen in Venetië en Milaan drukten al snel hun verlangen uit om bij een verenigde Italiaanse staat te horen. Het nieuwe Hongaarse Parlement in Pest maakte diens intenties bekend om zich los te maken van het Keizerrijk en verkoos Ferdinand tot hun Koning. Een Pools Nationaal Comité kondigde hetzelfde aan voor de provincie Koninkrijk Galicië en Lodomerië.

### Hongarije
Het Hongaarse Diet kwam opnieuw bijeen in 1825 om financiële kwesties te behandelen. Een liberale partij ontstond uit het Diet. De partij richtte zich op het voorzien van de boeren op meestal symbolische wijze omdat ze de behoeften van de werkkrachten niet konden begrijpen. Lajos Kossuth werd de leider van de lagere adel in het Diet.
In 1848 verspreidde het nieuws van de revolutie in Parijs zich wanneer een nieuw nationaal kabinet de macht nam onder Kossuth, en het Diet keurde een ingrijpende hervorming goed, de "Aprilwetten" genoemd (soms ook "Maartwetten"). Deze veranderde bijna elk aspect van het Hongaarse economische, sociale en politieke leven:
- Ze gaven Hongaarse edelen en lage adel controle in het parlement over hun eigen leger, budget en buitenlands beleid
- Ze creëerden een autonoom nationaal Hongaars koninkrijk met de Habsburgse keizer als koning
- Ze bevalen dat de Hongaarse overheid alle belastingen ontving en uitgaf en dat ze controle kregen over de Hongaarse regimenten in het Habsburgse leger
- Ze beëindigden de speciale status van Transsylvanië en Kroatië-Slavonië.

Deze eisen waren niet makkelijk te accepteren door het keizerlijke hof, maar hun zwakke positie gaf hun weinig keus. Een van de eerste taken van het Diet was het afschaffen van de lijfeigenschap.
De Hongaarse overheid stelde snel beperkingen aan de politieke activiteit van de Kroatische en Roemeense nationale bewegingen. De Kroaten en Roemenen hadden ook hun verlangens voor autonomie en zagen geen voordeel in de vervanging van de ene centrale overheid door de andere. Er kwamen gewapende confrontaties tot stand tussen Hongaarse troepen tegen Kroaten, Roemenen en Serviërs aan één grens en Slowaken aan de andere. In sommige gevallen was dit een voortzetting van eerdere spanningen, zoals de Juli slachtoffers in 1845 in Kroatië.
Het Koninkrijk Kroatië en het Koninkrijk Slavonië hadden geen goede relaties met de nieuwe Hongaarse regering in Pest en wijdden zich aan het Keizerrijk. De conservatieve Josip Jelačić, die werd aangewezen als de nieuwe ban van Kroatië-Slavonië door het keizerlijke hof, werd uit zijn positie gehaald door de constitutionele monarchistische Hongaarse regering. Hij weigerde zijn positie op te geven in de naam van de monarch. Daardoor waren er in Hongarije dus twee verschillende regeringen die tegenstrijdige bevelen uitvoerden, beiden in naam van Ferdinand van Habsburg.
Wetende dat ze op weg waren naar een burgeroorlog midden 1848, probeerden de Hongaarse ministers Habsburgse medewerking te krijgen tegen Jelačić door troepen te sturen naar Noord-Italië. Uiteindelijk probeerden ze tot een overeenkomst te komen met Jelačić zelf, maar hij drong aan op hercentralisatie van de Habsburgse autoriteit voor er enig gesprek kon komen. Tegen het einde van augustus beval Wenen de Hongaarse overheid in Pest officieel om de plannen voor een Hongaars leger op te bergen. Jelačić nam dan militaire stappen tegen de Hongaarse overheid zonder officieel bevel.
De oorlog die woedde op drie fronten (tegen Roemenen en Serviërs in Banaat en Bačka en tegen Roemenen in Transsylvanië), zagen de Hongaarse radicalen in Pest als een opportuniteit. Het parlement deed concessies aan de radicalen om gewelddadige confrontaties te voorkomen. Kort daarna kwam de finale scheiding tussen Wenen en Pest nadat graaf Franz Philipp von Lamberg de controle werd gegeven aan alle legers in Hongarije (ook die van Jelačić). Als antwoord op de aanvallen op Lamberg toen hij enkele dagen later aankwam in Hongarije, ontbond het keizerlijke hof het parlement en de regering in Hongarije. Jelačić werd plaatsvervanger van Lamberg. De oorlog tussen Oostenrijk en Hongarije was vanaf dan officieel begonnen.
De oorlog leidde tot de oktoberrevolutie toen opstandelingen een Hongaars garnizoen – dat op weg was om Kroatische soldaten bij te staan onder Jelačić – werd aangevallen. Nadat Wenen was heroverd door keizerlijke troepen, werden generaal Windisch-Grätz en 70.000 troepen naar Hongarije gestuurd om het laatste obstakel voor het Keizerrijk Oostenrijk te verpulveren. Tegen het einde van november evacueerde de Hongaarse overheid Pest.

### Lombardije-Venetië
Revolutionaire bewegingen in 1849 zagen een bijkomstige beproeving: samenwerken tegen eenzelfde vijand. Vroeger liet nationale identiteit de Habsburgse troepen toe om revolutionaire bewegingen tegen elkaar op te zetten. Nieuwe democratische initiatieven in Italië in de lente van 1848 leidden tot een hernieuwd conflict met Oostenrijkse troepen in de provincies Lombardije en Venetië. Op de eerste verjaardag van de eerste barricades in Wenen, kwamen Duitse en Tsjechische democraten in Bohemen overeen om verschillende vijandelijkheden tussen beide kampen opzij te zetten en samen revolutionaire plannen te beramen. De Hongaren hadden de moeilijkste opdracht om de verdeeldheid van vorig jaar te overkomen, want de gevechten daar waren zeer bitter. Ondanks dit huurde de Hongaarse overheid een nieuwe gezagvoerder in en probeerden samen te werken met de Roemeense democraat Avram Iancu die bekendstond als Crăişorul Munţilor ("De prins van de bergen"), maar de verdeeldheid en het wantrouwen was te groot.
Drie dagen na de start van de vijandelijkheden in Italië, deed Carlo Alberto afstand van de troon, waardoor uiteindelijk de Piedmontenaars terugkeerden naar oorlog. Hernieuwde militaire conflicten kostten het Keizerrijk het kleine beetje financiële middelen dat ze nog over hadden.

### Bohemen
Het succes van de revolutie werd door de lagere klasse gebruikt als een opportuniteit om oude conflicten opnieuw uit te vechten. In Wenen waren er een aantal belastingboycotten en een aantal moordpogingen op belastingophalers. Vaak werden soldaten aangevallen door het volk, onder andere tegen de uit Milaan terugkerende troepen van Radetzky. De aartsbisschop van Wenen werd gedwongen om te vluchten en in Graz werd het klooster van de jezuïeten vernietigd.
De eisen voor nationalisme en de tegenstellingen werden duidelijk wanneer nieuwe nationale regering kracht en eenheid begonnen te verklaren. Karel Albert van Sardinië, koning van Piedmont-Savoy, initieerde op 23 maart een nationalistische oorlog in de door Oostenrijk bezette provincies in Noord-Italië, wat de aandacht van het hele schiereiland trok. De Duitse nationalistische beweging zat met de vraag of Oostenrijk al dan niet bij een verenigde Duitse staat toegevoegd moest worden, een dilemma dat het Frankfurter Parlement verdeelde. De liberale ministers in Wenen waren bereidwillig om verkiezingen toe te staan voor het Frankfurter Parlement in sommige Habsburgse gebieden, maar het stond niet vast welke Habsburgse gebieden hiervan deel zouden uitmaken. Hongarije en Galicië waren duidelijk niet Duits; Duitse nationalisten (die het Boheems Diet domineerden) vonden dat de oude kroon rechtmatig in de handen van een verenigde Duitse Staat behoorde, ondanks het feit dat de meerderheid van de mensen van Bohemen en Moravië Tsjechisch spraken – een Slavische taal. Tsjechische nationalisten vonden de taal veel significanter en pleitten voor een boycot van het Frankfurter Parlement in Bohemen, Moravië en het naburige Oostenrijkse Silezië. Conflicten in Praag tussen Duitse en Tsjechische nationalisten groeiden snel in april en mei.
Tegen de vroege zomer waren de conservatieve regimes ten val gebracht en werden nieuwe vrijheden (zoals vrijheid voor de pers en vrijheid voor de vereniging) geïntroduceerd en werden verschillende nationalistische eisen uitgeoefend. Nieuwe parlementen werden in korte tijd gekozen via verkiezingen – met een uitgebreider stemrecht – die nieuwe grondwetten zouden schrijven. De gehouden verkiezingen brachten een onverwacht resultaat met zich mee. De nieuwe stemmers, naïef en verward door de nieuwe politieke macht, stemden op conservatieve of matig liberale vertegenwoordigden. De radicalen, die voor de uitbreiding van de stemrecht waren, verloren onder het systeem dat ze zelf creëert hadden omdat ze geen lokale influente en affluente mannen waren. De resultaten leidden tot gemengde meningen, gelijkaardig tot die van de Junidagen opstand in Parijs. Deze constituerende parlementen werden met de onmogelijke taak geconfronteerd van zowel het managen van de behoeften van het volk en ook op hetzelfde moment fysiek determineren wat de staat is. Het Oostenrijks Constituerend Parlement was opgedeeld in een Duits deel, een Tsjechisch deel en een Pools deel en binnen iedere factie bestond dan nog het typische links-rechts spectrum. Buiten deze vergadering zetten petities, kranten, massademonstraties en politieke clubs constant druk op de nieuwe regeringen en drukten vele van de debatten die gebeurden in deze vergadering met geweld uit.
De Tsjechische nationalisten hielden een Pan-Slavisch Congres in Praag, vooral met Austroslaven, die meer vrijheid wilden binnen de grenzen van het Keizerrijk, maar hun status als boeren en proletariërs omringd door een Duitse middenklasse verdoemde hun autonomiteit. Ze waren ook tegen de annexatie van Bohemen naar een Duits Keizerrijk.
Opstandelingen verloren snel in straatgevechten tegen de troepen van generaal Radetzky, waardoor verschillende liberale ministers hun ontslag gaven uit protest. Ferdinand, nu opnieuw aan de macht in Wenen, zette conservatieven in de plaats van de opgestapte liberalen. Deze daden waren een grote klap voor de revolutionairen, en in augustus was het grootste deel van Noord-Italië onder Radetzky's controle.
In Bohemen waren de meeste leiders van zowel de Duitse als de Tsjechische nationalisten loyaal aan de Habsburgse keizer. Maar een paar dagen nadat de keizer Noord-Italië had heroverd, nam Alfred I zu Windisch-Graetz provocatieve maatregelen in Praag om straatgevechten uit te lokken. Eens ze de barricades weghaalden liet hij Habsburgse troepen de opstandelingen aanvallen. Nadat hij de stad had heroverd legde hij de krijgswet op, ontbond hij het Praags Nationaal Comité en stuurde hij gedelegeerden van het "Pan-Slavisch" Congres naar huis. Deze gebeurtenissen werden toegejuicht door de Duitse nationalisten, die niet begrepen dat ook hun nationalistische beweging door de Habsburgse troepen zou worden aangevallen.
De aandacht ging daarna naar Hongarije. Oorlog in Hongarije bedreigde ook de keizerlijke macht en zette keizer Ferdinand en zijn gevolg aan om nogmaals te vluchten naar Wenen. Weense radicalen verwelkomden de komst van Hongaarse troepen als de enige kracht die zich tegen het hof en het ministerie kon verzetten. De radicalen namen de stad onder hun controle, maar wel maar voor een korte tijd. Windisch-Grätz leidde troepen van Pruisen om snel de opstandelingen te overwinnen. Windisch-Grätz herstelde zo de keizerlijke macht in de stad. De herovering van Wenen werd gezien als een nederlaag voor het Duitse nationalisme. Op dit punt benoemde Ferdinand de adellijke Prins Felix zu Schwarzenberg tot leider van de regering. Schwarzenberg overtuigde de zwakzinnige Ferdinand om afstand te doen van de troon aan zijn 18-jarige neef, Frans Jozef. Parlementsleden bleven debatteren, maar hadden geen autoriteit over het staatsbeleid.
Zowel de Italiaanse als de Tsjechische revoluties werden overwonnen door de Habsburgers dynastie. De verovering van Praag was de eerste overwinning in de contrarevolutie in het Keizerrijk Oostenrijk.

### Slowaakse Opstand
De Slowaakse opstand was een opstand van Slowaken tegen de Hongaarse dominantie van Boven-Hongarije (hedendaags Slowakije), tijdens de 1848/49 revolutie in het Habsburgse Rijk. De opstand duurde van september 1848 tot november 1849.

## Resultaat
Een andere uitdaging voor de Habsburgse autoriteit kwam van Duitsland en de vraag om een "groot Duitsland" (verenigd Duitsland bestuurd door Oostenrijk) of een "klein Duitsland" (verenigd Duitsland bestuurd door Pruisen). Het Frankfurter Parlement stelde een constitutie voor met Friedrich Wilhelm van Pruisen als monarch van een verenigd federaal Duitsland uit enkel 'Duitse' gebieden. Dit zou geleid hebben dat de relatie tussen Oostenrijk en Hongarije (als een 'niet-Duits' gebied) zou worden teruggebracht tot een personele unie onder de Habsburgse dynastie en niet tot een verenigde staat, wat een onaanvaardbaar voorstel was voor zowel de Habsburgs als de Oostenrijkse Duitsers. Uiteindelijk weigerde Friedrich Wilhelm de constitutie geschreven door het parlement te tekenen. Schwarzenberg ontbond het Hongaarse Parlement in 1849, en maakte zijn eigen grondwet die niks opbracht voor de liberale beweging. Hij benoemde Alexander von Bach als hoofd van binnenlandse zaken, maar overzag de creatie van het Bach-systeem, dat afwijkende politieke meningen onderdrukte en Oostenrijkse liberalen bevatte, en keerde snel terug naar het status quo. Na de deportatie van Lajos Kossuth, een nationalistische Hongaarse leider, werd Schwarzenberg geconfronteerd met opstanden van de Hongaren. Door de lang standhoudende Russische traditie van conservatisme door te zetten, overtuigde hij tsaar Nicolaas I om Russische troepen te sturen. Het Russische leger versloeg al snel de rebellen, en forceerde zo de Hongaren terug onder Oostenrijkse controle. In minder dan drie jaar had Schwarzenberg stabiliteit en controle teruggebracht naar Oostenrijk. Maar Schwarzenberg had een hartaanval in 1852, en zijn opvolgers konden de controle die Schwarzenberg niet blijven vasthouden.